# Herbie Mann
Pour les articles homonymes, voir Mann.
Herbie Mann, de son vrai nom Herbert Solomon, né le 16 avril 1930 et mort le 1er juillet 2003, est un flûtiste de jazz américain.
Dès la fin des années 1950, Herbie Mann a contribué à faire de la flûte un instrument de jazz. Mann a souvent incorporé dans ses compositions des éléments tirés de la musique africaine, afro-cubaine, d'Europe de l'Est, moyenne-orientale, indienne et brésilienne.

## Biographie
Il débute avec l'accordéoniste Mat Mattews et la chanteuse Carmen McRae.
Dans les années 1950-60, il joue avec de nombreux jazzmen (Sarah Vaughan, Clifford Brown, Clark Terry, Chet Baker, Bill Evans, Bobby Jaspar...).
Précurseur de la world music, il enregistre des albums intégrant des éléments puisés dans les "musiques du monde". On peut l'entendre avec des musiciens brésiliens (Baden Powell, Antônio Carlos Jobim, João Gilberto, Sergio Mendes,...), cubains (Carlos "Patato" Valdes, Willie Bobo,... ), indiens (Vasant Rai,...) ou nigérians (Babatunde Olatunji,...).
Fin des années 1960, s'éloignant du jazz et de la bossa nova, il s'oriente vers un jazz fusion mâtiné de rhythm and blues et de musique soul (cf. l'album Memphis Underground avec Larry Coryell, Sonny Sharrock et Roy Ayers). Durant l'été 1969, il se produit au Harlem Cultural Festival.
Dans les années 1970, il enregistre même quelques albums dans un style disco assumé et des albums avec la chanteuse Cissy Houston. En 1974, il enregistre un album de style reggae.
Dans les années 1980-90, on peut encore l'entendre aussi bien dans des contextes totalement jazz (avec Ron Carter, Phil Woods, Miroslav Vitouš,...) que dans des contextes rock ou pop (avec Average White Band, Tonto's Expanding Head Band, Stereolab,...).
Il meurt à 73 ans, des suites d'un cancer de la prostate.

## Discographie partielle
- 1957 : Herbie Mann & Buddy Collette : Flute Fraternity, Mode Records MOD-LP #114
- 1957 : Herbie Mann & Bobby Jaspar : Flute Soufflé
- 1957 : Herbie Mann with The Wessel Ilcken Combo : Salute to the flute, Philips LP B 08007 L
- 1957 : Herbie Mann's Californians: Great Ideas of Western Mann (en) , premier album de jazz sur lequel un leader joue uniquement de la clarinette basse
- 1959 - Flautista: Herbie Mann plays Afro-Cuban jazz!
- 1959 - African Suite
- 1961 - Herbie Mann At the Village Gate (live)
- 1961 - Nirvana
- 1962 - Brazil Bossa Nova & Blues
- 1963 - Do the Bossa Nova - avec Oscar Castro-Neves, Baden Powell and Antônio Carlos Jobim
- 1963 - Returns to the Village Gate
- 1965 - My Kinda Groove
- 1965 - Latin Mann  - avec Chick Corea
- 1966 - Impressions of the Middle East
- 1965 - Standing Ovation at Newport with Chick Corea
- 1965 - The Roar of the Greasepaint, the Smell of the Crowd - avec Chick Corea
- 1967 - The Wailing Dervishes
- 1967 - A Mann & A Woman (with Tamiko Jones)
- 1967 - Glory Of Love
- 1969 - Memphis Underground - avec Larry Coryell, Sonny Sharrock et Roy Ayers
- 1970 - Stone Flute
- 1970 - Muscle Shoals Nitty Gritty - avec Roy Ayers, Miroslav Vitous and the Muscle Shoals rhythm section
- 1971 - Memphis Two Step
- 1971 - Push Push  - avec Duane Allman
- 1973 - Turtle Bay
- 1974 - London Underground - recorded in London
- 1974 - Reggae recorded in London avec Mick Taylor et Albert Lee
- 1975 - Discotheque - avec Cissy Houston
- 1975 - Waterbed - avec Cissy Houston
- 1976 - Surprises - avec Cissy Houston
- 1977 - Fire Island- avec Googie Coppola
- 1977 - The Atlantic Family Live in Montreux
- 1978 - Brazil : Once Again
- 1978 - Super Mann
- 1979 - Sunbelt
- 1987 - Jasil Brazz
- 1989 - Opalescence
- 1997 - Peace Pieces
- 1997 - America Brazil
- 2000 - Eastern European Roots